# Vater und Sohn
Vater und Sohn (« Père et Fils ») est une série de bande dessinée humoristique pour la jeunesse de l'auteur allemand e.o.plauen (pseudonyme d'Erich Ohser) initialement publiée de 1934 à 1937.

## Description
Vater und Sohn est une bande dessinée comique en noir et blanc essentiellement muette : des paroles ne sont représentées qu'à de rares occasions, et les cases ne sont pas non plus légendées. Les personnages principaux sont un père rondouillard et débonnaire, et un fils espiègle aux cheveux ébouriffés, pour lequel e.o.plauen s'est inspiré de son propre fils âgé de 4 à 7 ans pendant qu'il réalisait Vater und Sohn. La série se présente sous la forme de gags en une planche de bande dessinée qui comporte en général de quatre à huit cases, la plupart du temps numérotées pour indiquer l'ordre de lecture. Le ton est léger, et les scénarios sont inspirés de la vie quotidienne.

## Réception et postérité

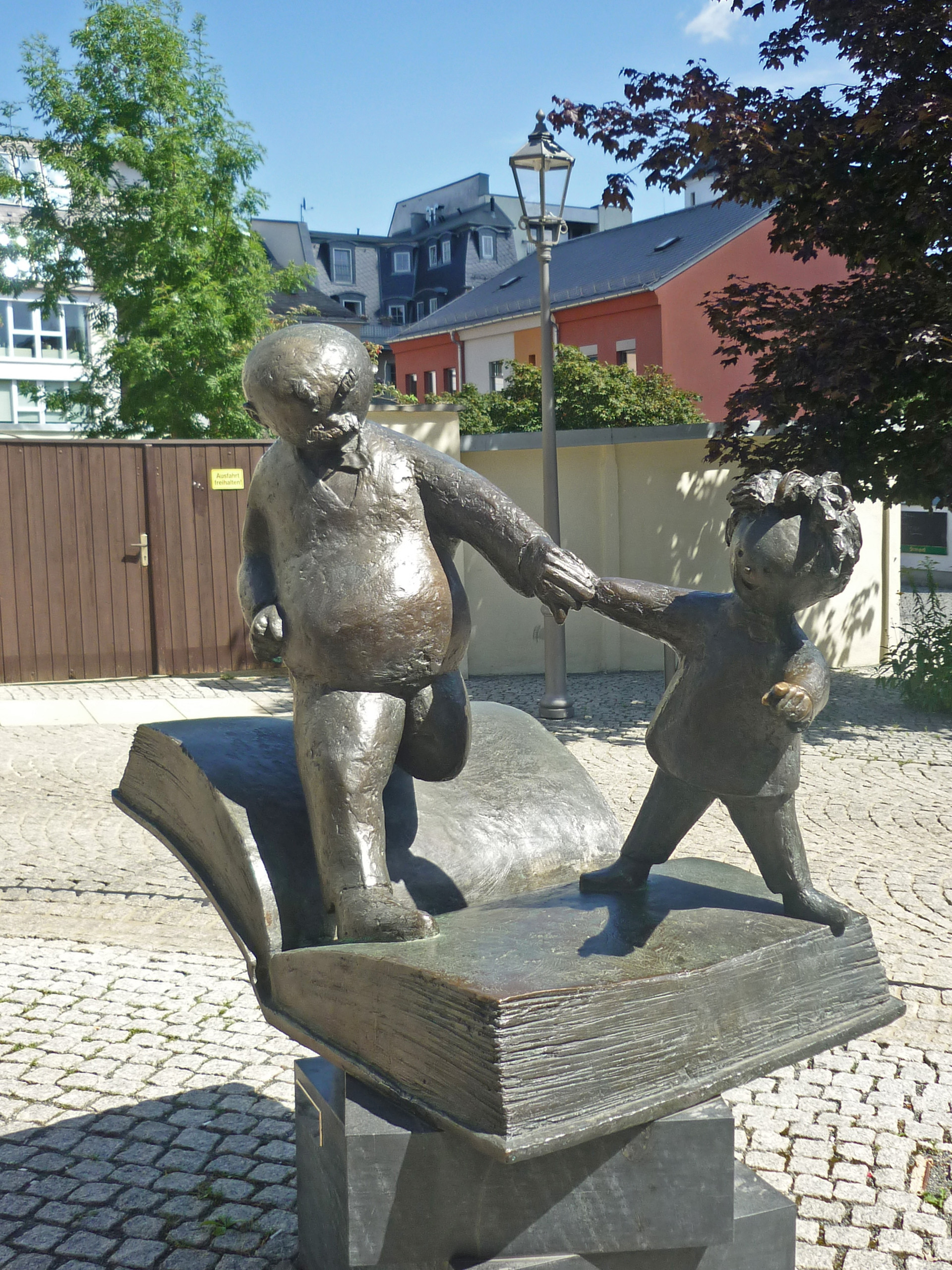
Statue des personnages de Vater und Sohn à Plauen, en Allemagne.

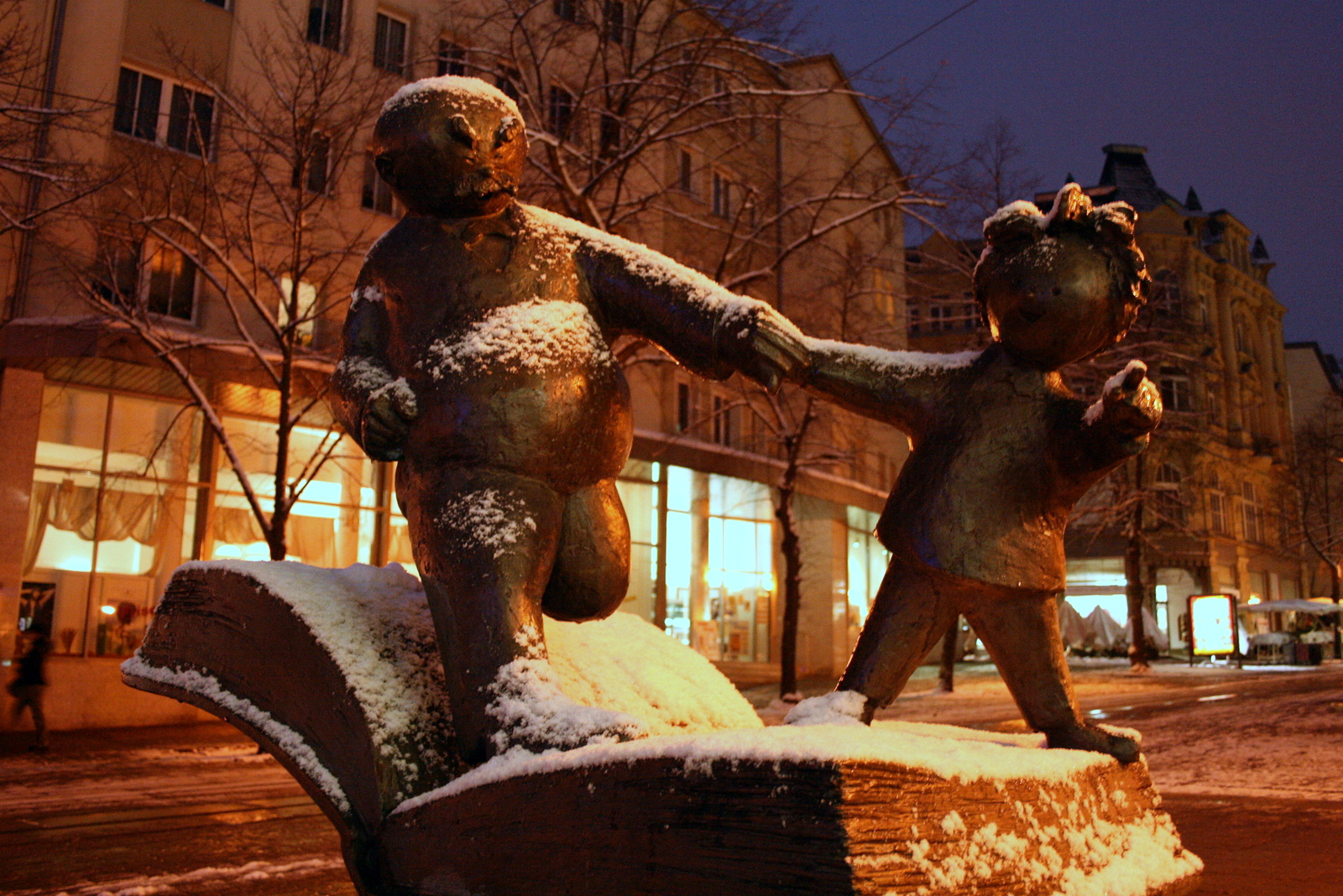
Statue des personnages de Vater und Sohn sous la neige.

La série a été initialement publiée dans les pages de l'hebdomadaire Berliner Illustrirte Zeitung à partir de 1934. Elle obtient alors un très grand succès. Des recueils paraissent assez vite ; leurs ventes sont également très bonnes. Les personnages du père et du fils deviennent très populaires, et sont utilisés pour des produits dérivés et dans des publicités. Le régime nazi essaie également de s'en servir pour promouvoir sa politique, ce à quoi e.o.plauen tente de s'opposer.
Mal à l'aise par rapport à l'immense popularité de sa série et aux tentatives de récupération politique, l'auteur décide d'arrêter la série à la fin de l'année 1937,.
La popularité de Vater und Sohn est demeurée très forte en Allemagne depuis la première publication. Sa simplicité et la quasi-absence de texte permettent de la faire découvrir à de tout jeunes enfants. La série a aussi été fréquemment utilisée pour l'enseignement de l'allemand langue étrangère, ce qui a permis à sa notoriété de se maintenir.
Pour le spécialiste allemand de la bande dessinée Andreas C. Knigge, il s'agit d'une série importante dans l'histoire de la bande dessinée allemande, « une référence toujours présente quand on parle de la BD allemande », et ce d'autant plus que ces « historiettes » marquent une rupture avec les histoires illustrées à la Wilhelm Busch qui dominaient le domaine de la narration graphique en Allemagne auparavant. Il oppose en effet le dynamisme, la « pantomime sans texte » de la bande dessinée d'e.o.plauen à l'« esthétique lourde des histoires illustrées classiques ».
L'édition intégrale de Vater und Sohn (éditions Warum) remporte le Prix du patrimoine lors du Festival d'Angoulême 2016.

## Analyse

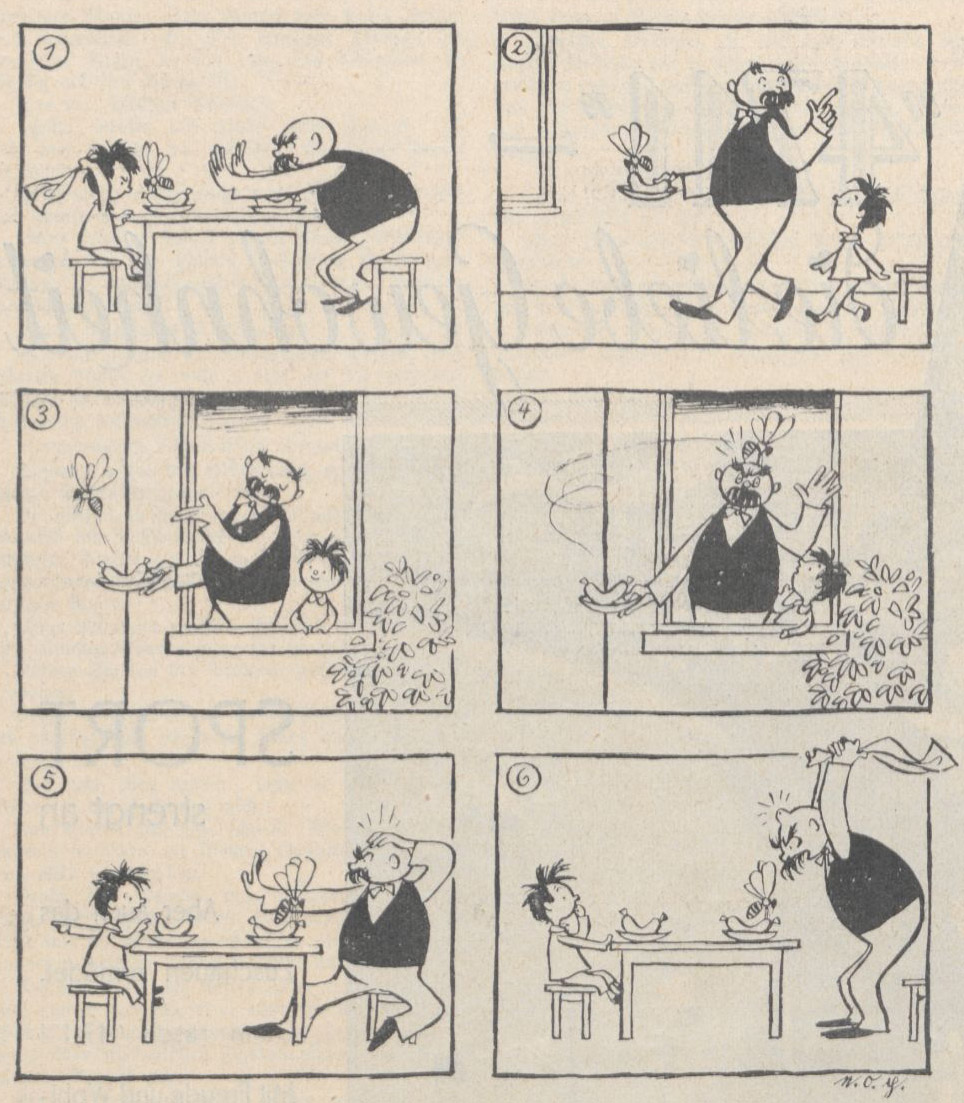
Une bande dessinée (sans aucune parole) de Vater und Sohn parue dans le Berliner Illustrirte Zeitung no 32 du 6 août 1936.

Avant l'arrivée au pouvoir d'Adolf Hitler, Erich Ohser était connu comme un caricaturiste politique à l'humour grinçant fortement opposé au Parti nazi. Ohser n'a pu obtenir l'autorisation de travailler qu'en s'engageant solennellement à ne pas aborder de thèmes politiques dans ses bandes. Le caractère apparemment très anodin de la série peut faire penser qu'à travers celle-ci, Ohser a fait acte de soumission aux exigences du nouveau pouvoir et a ainsi adopté comme de nombreux artistes allemands une attitude d'émigration intérieure.
Cependant, plusieurs commentateurs ont noté le contraste important entre les thèmes de Vater und Sohn et les valeurs imposées par le régime national-socialiste. Les deux personnages sont joueurs, espiègles, anarchiques et désordonnés, peu conformes à la société enrégimentée souhaitée par Hitler. Le père, censé représenter l'autorité, n'est guère autoritaire : il est surtout affectueux et plein de complicité avec son fils. À l'inverse, le fils est loin d'être soumis à son père. De plus, le personnage ventripotent du père est très éloigné de l'idéal physique sur lequel les nazis insistent particulièrement pendant les années de publication de la série, marquées notamment par les Jeux olympiques de Berlin. Cette atmosphère très éloignée des idées martelées par la propagande nazie a été avancée comme l'une des raisons du succès fulgurant de la série dans l'Allemagne des années 1930.
Allant plus loin, Sylvain Farge a proposé dans un article paru en 2010 une analyse minutieuse de nombreux strips de la série dans lesquels il a détecté des messages d'opposition clairs à la dictature nazie introduits à l'insu de la censure.

## Publication en allemand

### Revue
- Berliner Illustrirte Zeitung, Ullstein-Verlag, décembre 1934 - décembre 1937

### Albums (édition actuelle)
- Vater und Sohn – Band 1, Südverlag, 2014, 112 p. (ISBN 978-3-87800-051-8)
- Vater und Sohn – Band 2, Südverlag, 2014, 112 p. (ISBN 978-3-87800-052-5)
- Vater und Sohn – Band 3, Südverlag, 112 p. (ISBN 978-3-87800-053-2)
- Vater und Sohn. Sämtliche Streiche und Abenteuer, Constance, Südverlag, 2003, 318 p. (ISBN 978-3-87800-042-6)édition de luxe intégrale de la série

## Publication en français
- Père et Fils (trad. de l'allemand), Paris, Le Seuil, janvier 1999, 62 p. (ISBN 2-02-034831-4)[6].
- Vater und sohn : Père et Fils, l'intégrale, Warum, juin 2015, 300 p. - Prix du patrimoine du Festival d'Angoulême 2016.